# Grzegorz Miernik
Grzegorz Andrzej Miernik (ur. 16 marca 1960 w Skarżysku-Kamiennej) – polski historyk, doktor habilitowany nauk humanistycznych.

## Życiorys
W 1984 roku ukończył studia z zakresu historii na Uniwersytecie Śląskim w Katowicach. Jego praca magisterska dotyczyła powojennego Skarżyska-Kamiennej. Rozprawę doktorską pt. Kolektywizacja wsi w woj. kieleckim w latach 1948–1956, której promotorem był Stefan Iwaniak, obronił w 1995 roku na Wydziale Humanistycznym Wyższej Szkoły Pedagogicznej w Kielcach. Stopień naukowy doktora habilitowanego uzyskał w 2008 na Uniwersytecie Humanistyczno-Przyrodniczym Jana Kochanowskiego w Kielcach w oparciu o rozprawę pt. „My” i „Oni”. Społeczeństwo Kielecczyzny i stalinowski system władzy. Dysertacja ta  została nagrodzona Nagrodą KLIO w kategorii monografii naukowej (2008).
W latach 1985–1987 był nauczycielem w Zespole Szkół Ekonomicznych w Skarżysku-Kamiennej. W 1987 roku podjął pracę w Wyższej Szkole Pedagogicznej w Kielcach, przekształconej następnie w Akademię Świętokrzyską i Uniwersytet Jana Kochanowskiego. Początkowo zatrudniony był na stanowisku asystenta, a później adiunkta (1995) i od 2009 profesora. W latach 1996–2002 pełnił funkcję zastępcy dyrektora Instytutu Historii. Specjalizuje się w historii Polski po II wojnie światowej.

## Wybrane publikacje
Monografie:
- Opór chłopów wobec kolektywizacji w województwie kieleckim. 1948–1956, Kielce 1999
- „My” i „Oni”. Społeczeństwo Kielecczyzny i stalinowski system władzy, Kielce 2007

Pod redakcją:
- Wieś polska wobec wydarzeń 1956 roku, pod red. G. Miernika, Kielce 1998
- Polacy wobec PRL. Strategie przystosowawcze, pod red. G. Miernika, Kielce 2003
- Życie codzienne w PRL (1956–1989), pod red. G. Miernika i S. Piątkowskiego, Radom 2006
- Wieś w Polsce Ludowej, pod red. G. Miernika, Kielce 2005
- Kultura wysoka, kultura popularna, kultura codzienności w Polsce 1944–1989, red. G. Miernik, Kielce 2010